# Сподња Сенарска
Сподња Сенарска (словен. Spodnja Senarska) је насељено место у општини Света Тројица в Словенских Горицах, Подравска регија, Словенија.

## Историја
До територијалне реорганизације у Словенији била је у саставу старе општине Ленарт.

## Становништво
У попису становништва из 2011. године, Сподња Сенарска је имала 125 становника.
| Број становника према пописима | Број становника према пописима | Број становника према пописима |
| ------------------------------ | ------------------------------ | ------------------------------ |
| 1991                           | 2002                           | 2011                           |
| 124                            | 114                            | 125                            |